# Chowtakuntahalli, Gudibanda
Chowtakuntahalli là một làng thuộc tehsil Gudibanda, huyện Kolar, bang Karnataka, Ấn Độ.